# Kay-Andrew Greil
Kay-Andrew Greil (* 2. Oktober 1973) ist ein ehemaliger deutscher Tischtennisspieler.

## Leben und Beruf
Greil ist als selbständiger Umwelttechniker tätig. Seine Schwester Melanie Greil war ebenfalls eine erfolgreiche Tischtennisspielerin.

## Karriere
Greil, der aus der Jugend der TSG Burg Gretesch stammt, war 1983 der erste Sieger des DTTB-Nachwuchswettbewerbes Minimeisterschaften. 1988 nahm er an der Jugend-Europameisterschaft teil. Von 1988 bis 1989 spielte er für die Spvg. Niedermark in der Zweiten Bundesliga, danach eine Saison lang für Borussia Düsseldorf. Anschließend war er für den TTC Zugbrücke Grenzau in der Tischtennis-Bundesliga aktiv. Mit den Westerwäldern konnte er 1991 und 1994 Deutscher Mannschaftsmeister werden. 1994 wurde er mit Oliver Alke auch Deutscher Vizemeister im Herren-Doppel. Im gleichen Jahr kam er in der Nationalmannschaft bei der 0:4-Niederlage im Europaligaspiel gegen Schweden zum Einsatz.
Später spielte er für Team Galaxis Lübeck (1996–1997) und Werder Bremen (ab 1997), ehe er 2004 zum Hamburger SV wechselte. Als dieser 2007 seine Zweitliga-Mannschaft aus finanziellen Gründen auflöste, wechselte Greil zusammen mit Oliver Alke zu den Tischtennisfreunden Bergedorf, Vier- und Marschlande in die Oberliga Nord. Mit den Bergedorfern stieg er bereits in der ersten Spielzeit in die Regionalliga auf. Ab 2010 spielte er mit dem SC Poppenbüttel in der Regionalliga Nord.
Nachdem Greil jahrelang nur auf regionaler Ebene reüssieren konnte, gelang ihm bei den Deutschen Meisterschaften 2008 in der Sporthalle Hamburg ein überraschendes Comeback auf nationaler Ebene. Erst durch den verletzungsbedingten Ausfall von Bastian Steger überhaupt in das Teilnehmerfeld der Meisterschaften gerutscht, erreichte er an der Seite des 15-jährigen Patrick Franziska das Halbfinale im Herren-Doppel. Dort waren dann allerdings die späteren Sieger Patrick Baum und Dimitrij Ovtcharov eine Nummer zu groß. Für Greil bedeutete der dritte Platz die erste Medaille bei Deutschen Meisterschaften nach 14 Jahren.

## Erfolge
- Deutscher Mannschaftsmeister: 1991, 1994 (jeweils mit dem TTC Zugbrücke Grenzau)
- Deutscher Vizemeister im Herren-Doppel: 1994 (mit Oliver Alke)
- Dritter der Deutschen Meisterschaften im Herren-Doppel: 2008 (mit Patrick Franziska)
- Norddeutscher Meister im Herren-Einzel: 2005
- Norddeutscher Meister im Herren-Doppel: 2001, 2002, 2004, 2008 (jeweils mit Oliver Alke)
- Südwestdeutscher Meister im Herren-Einzel: 1993
- Südwestdeutscher Meister im Herren-Doppel: 1992 (mit Oliver Alke), 1993 (mit Keiling), 1995 (mit Markus Hildebrandt)
- Hamburger Meister im Herren-Einzel: 2008, 2010
- Rheinlandmeister im Herren-Einzel: 1991, 1993, 1995
- Norddeutscher Meister im Jugend-Mixed: 1989 (mit So-Young Lee)
- Deutscher Vizemeister im Schüler-Mixed: 1988 (mit So-Young Lee)
- Dritter der Deutschen Meisterschaften im Schüler-Doppel: 1988 (mit Michael Rücker)

## Turnierergebnisse
| Verband | Veranstaltung                         | Jahr | Ort      | Land | Einzel | Doppel | Mixed | Team |
| ------- | ------------------------------------- | ---- | -------- | ---- | ------ | ------ | ----- | ---- |
| FRG     | Jugend-Europameisterschaft (Kadetten) | 1988 | Novi Sad | YUG  |        | Silber |       | 1    |